# Kungfu
Kungfu of gongfu (Chinees: 功夫; pinyin: gōngfu) is een Chinese krijgskunst. De term wordt vaak als synoniem gebruikt voor wushu, maar dat is een verzamelnaam voor meerdere oosterse krijgskunsten.

## Etymologie
De termen wushu en kung fu worden vaak verward en vaak onjuist vertaald.
"Kung fu" uit het Chinees is vrij vertaald hoge vaardigheid, grote concentratie of toewijding. De traditionele Chinese krijgskunsten zijn onder deze naam, die soms ook in het Chinees gebruikt wordt, in het westen bekend geworden. Deze traditionele stijlen richten zich voornamelijk op zelfverdediging, gewapend of ongewapend.
In het Mandarijn heet wat velen abusievelijk "kung fu" noemen feitelijk "wushu". Dit woord bestaat uit twee stammen, de één "tegenhouden" of "stoppen" van een "wapen" (speer) of "aanval", de ander "methode" of "vaardigheid". "Wushu" zou ook vertaald kunnen worden als "militaire vaardigheid", vooral in de betekenis van verdediging. Het is in Mandarijn de correcte verzamelnaam voor alle stijlen in de krijgskunst (martial arts).
De term wushu wordt in China ook gebruikt om de in de jaren vijftig door de communistische regering ontwikkelde sport aan te duiden. Hierbij worden bewegingen uit traditionele stijlen gecombineerd met acrobatiek, turnen en elementen uit de Chinese opera. De nadruk ligt bij deze 'sport' op het ontwikkelen van vaardigheid in bewegen, dit in tegenstelling tot zelfverdediging.
In de Republiek China (Taiwan) wordt kungfu ook wel "guo shu" [nationale vaardigheid] genoemd. Dit is ook terug te vinden in de Amsterdamse Guo Shu Cup.

## Bekendheid
Kungfu is in het Westen bekend geworden door de martialartsfilms uit Hongkong met onder anderen Bruce Lee, Jackie Chan en Jet Li. Ook de Amerikaanse televisieserie Kung Fu uit de jaren 70 met David Carradine in de hoofdrol heeft de kungfu grote bekendheid gegeven. Een andere bekende serie was gebaseerd op het Verhaal van de wateroever en werd op de Nederlandse televisie uitgezonden onder de naam Lin Chung en De rebellen van Liang Shan Po.
De geweldige vaardigheden in krijgskunsten die in deze films en series door de acteurs op het scherm ten tonele werden gebracht, sluiten goed aan bij de moderne sportvariant wushu. De films geven echter een compleet verkeerd beeld van de traditionele stijlen.
De media hebben de kungfu een grotere bekendheid gegeven. Helaas heeft deze media-aandacht ook geleid tot het vergroten van de verkeerde beeldvorming. De grote hoeveelheid aan stijlen zorgt voor verdere onduidelijkheden . In 2008 kwam de animatiefilm Kung Fu Panda uit over kungfu, wat een wereldsucces werd. Daarin speelt Po de Panda de hoofdrol en leert hij 'de ware kunst' van kungfu. Deze film geeft ook een verkeerd beeld van het traditionele kungfu.

## Oorsprong
De Shaolin-tempel wordt vaak ten onrechte aangeduid als de bakermat van de kungfu. De Chinese vechtkunsten bestonden al lang voordat deze tempel werd gebouwd. Vanuit het leger kwam een van de belangrijkste invloeden op de ontwikkeling van de vechtkunsten (vandaar ook het beoefenen van militaire wapens zoals Kwandao, breedzwaard etc.). Gezien de vele verhalen en fysieke bewijzen heeft de Shaolin-tempel wel een grote en belangrijke rol gespeeld bij de verdere verspreiding en vormgeving van de kungfu. De grote populariteit van de Shaolin-tempel heeft ervoor gezorgd dat vele stijlen zich op de een of andere manier probeerden te verbinden met de naam Shaolin.
Net als de onrechte benaming van Shaolin als de bakermat van kungfu wordt de Wudang Berg onterecht aangeduid als de bakermat van tai chi (tai ji). In het Chinees wordt dit "Alle krijgkunsten onder de hemel komen uit Shaolin, alle taichi onder de hemel komt van Wudang" [天下武功出少林，天下太极出武当] genoemd.
De werkelijke oorsprong van kungfu is in de prehistorie van China, wanneer de mens zich moest leren verdedigen tegen wilde dieren en andere stammen. Het Chinese woord 武, dat "martiaal" betekent, duidt dan ook niet alleen op de krijgskunsten, maar op alles wat met oorlog, jacht en vechten te maken had. Pas in de latere dynastieën werd er onderscheid gemaakt tussen boogschieten, paardrijden, zwaardvechten, worstelen, etc.

## Indeling
Men heeft op verschillende manieren geprobeerd het grote aantal Chinese stijlen in te delen (zacht/hard, Shaolin/Wudang, Noord/Zuid, etc.). Echter, geen enkele indeling dekt de gehele lading. De grote diversiteit aan stijlen is niet te ondervangen in een van de indelingen. De meest gebruikte indeling is de indeling in Noordelijke en Zuidelijke stijlen. Daarnaast zijn er militaire stijlen, die gericht zijn op militaire zelfverdediging.

## Bekende traditionele kungfu/gungfustijlen
| - Bagua Zhang - Baji quan - Cha Quan - Chang Quan - Dong Feng - Fanzi Quan - He Quan - Hong Quan - Hua Quan - Liuhe Quan - Meihua Quan - Mizong Quan - Noord-Shaolin - Pigua zhang - Shuai jiao - Taiji Quan - Taizu Quan - Tan Tui - Tanglang quan - Tongbei Quan - Xing Yi - Yi Quan | - Choy Li Fut (wordt ook noordelijk beoefend) - Dim Mak - Hong Ying - Houquan (monkey style) - Hung Chai Pai - Hung Ga - Kun Tao - Lau Gar - Mok Gar - Ng Ying Kungfu (vijf dieren style) - Pak Mei - Weng Chun - Wing Chun - Witte kraanvogel (Fukien-stijl) - Zuidelijke bidsprinkhaanstijl |

### Militaire stijlen
- Chung-I Ch'uan
- Gung Li Chuan
- Lian Bo
- Chuan Shu Er Shi Fa
- Tuan Da
- Dachen Chuan

## Wushu als sport- en bewegingsleer
- Moderne wushu
- Full-contact kungfu - Sanda
- Jeet Kune Do
- Tai chi